# Acontia inda
Acontia inda är en fjärilsart som beskrevs av Felder 1874. Acontia inda ingår i släktet Acontia och familjen nattflyn. Inga underarter finns listade i Catalogue of Life.